# Viertel (Bremen)

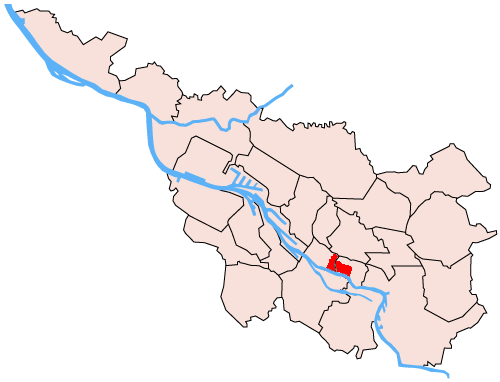
Lage des Viertels

Als „Das Viertel“ werden in Bremen umgangssprachlich Teile der Ortsteile Ostertor und Steintor bezeichnet.

## Geografie

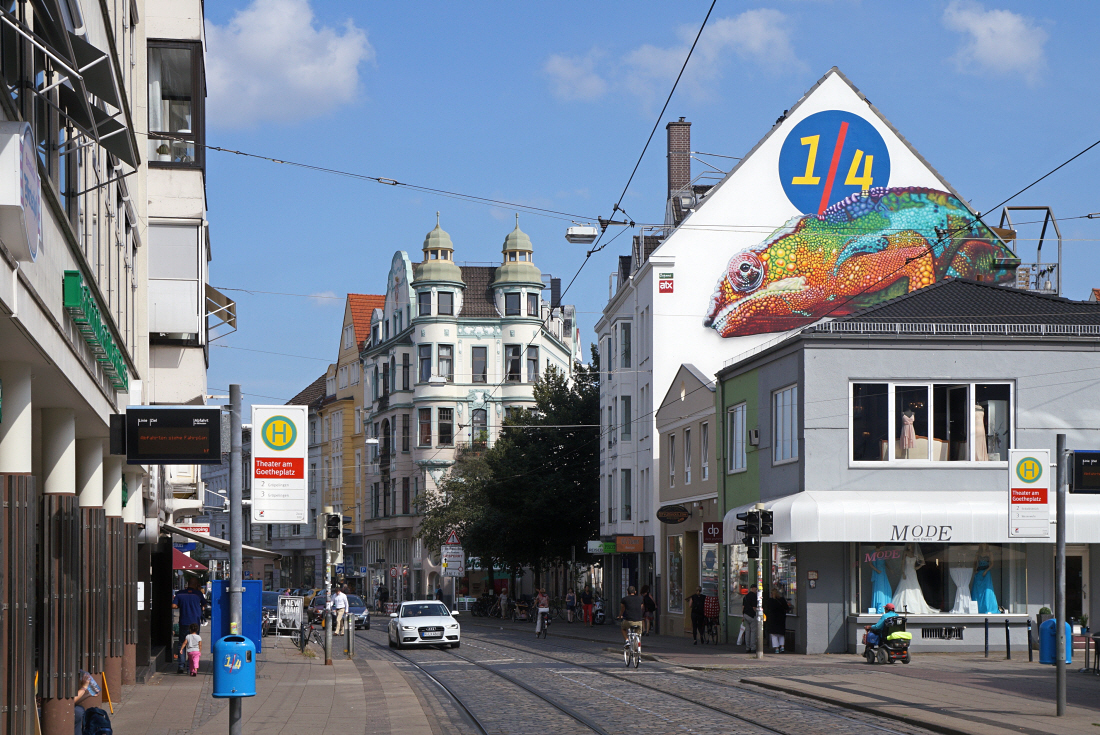
Ostertorsteinweg nahe Goetheplatz, rechts die Einmündung der Mozartstraße

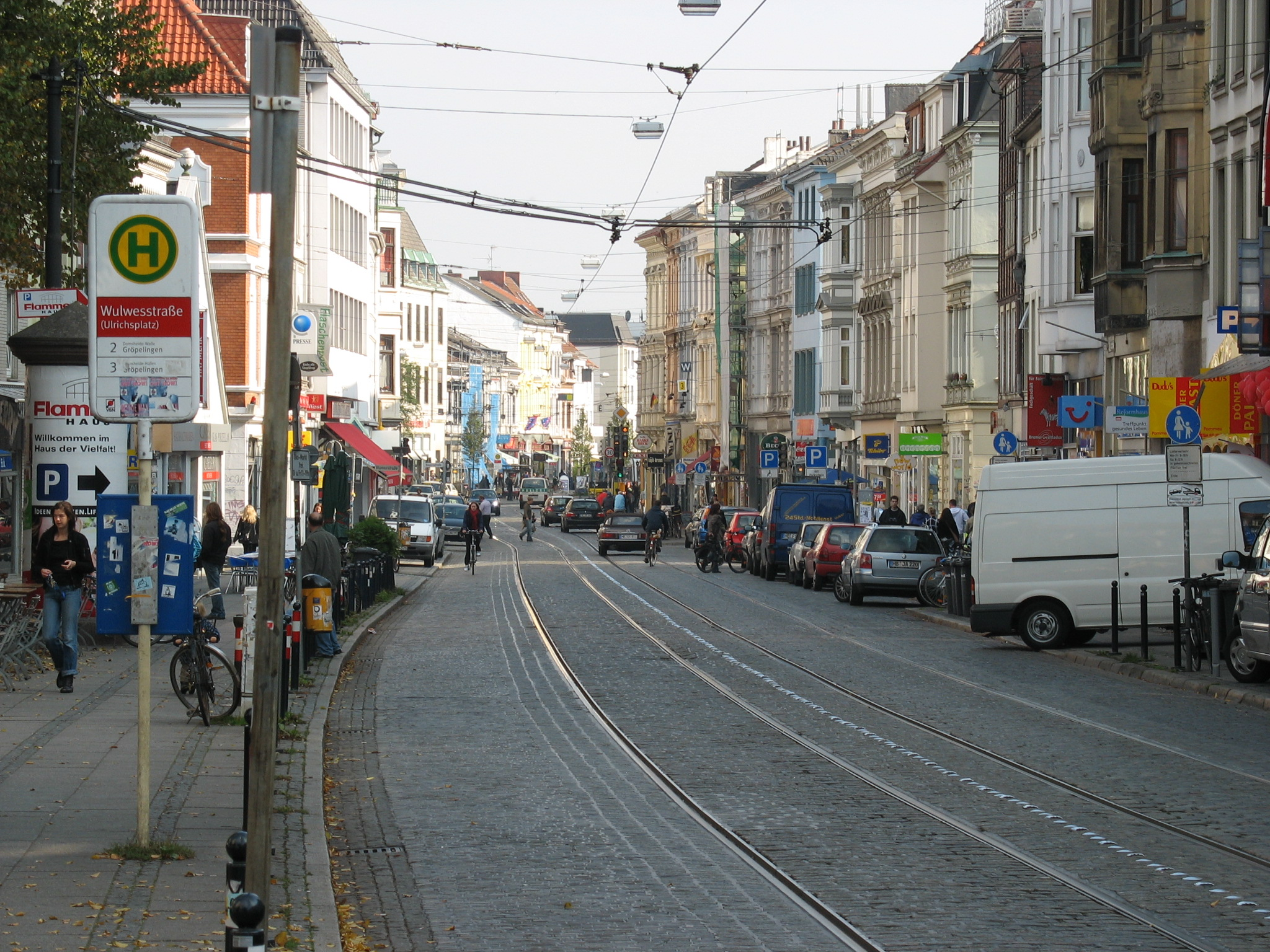
Ostertorsteinweg zwischen Ulrichsplatz und Sielwallkreuzung

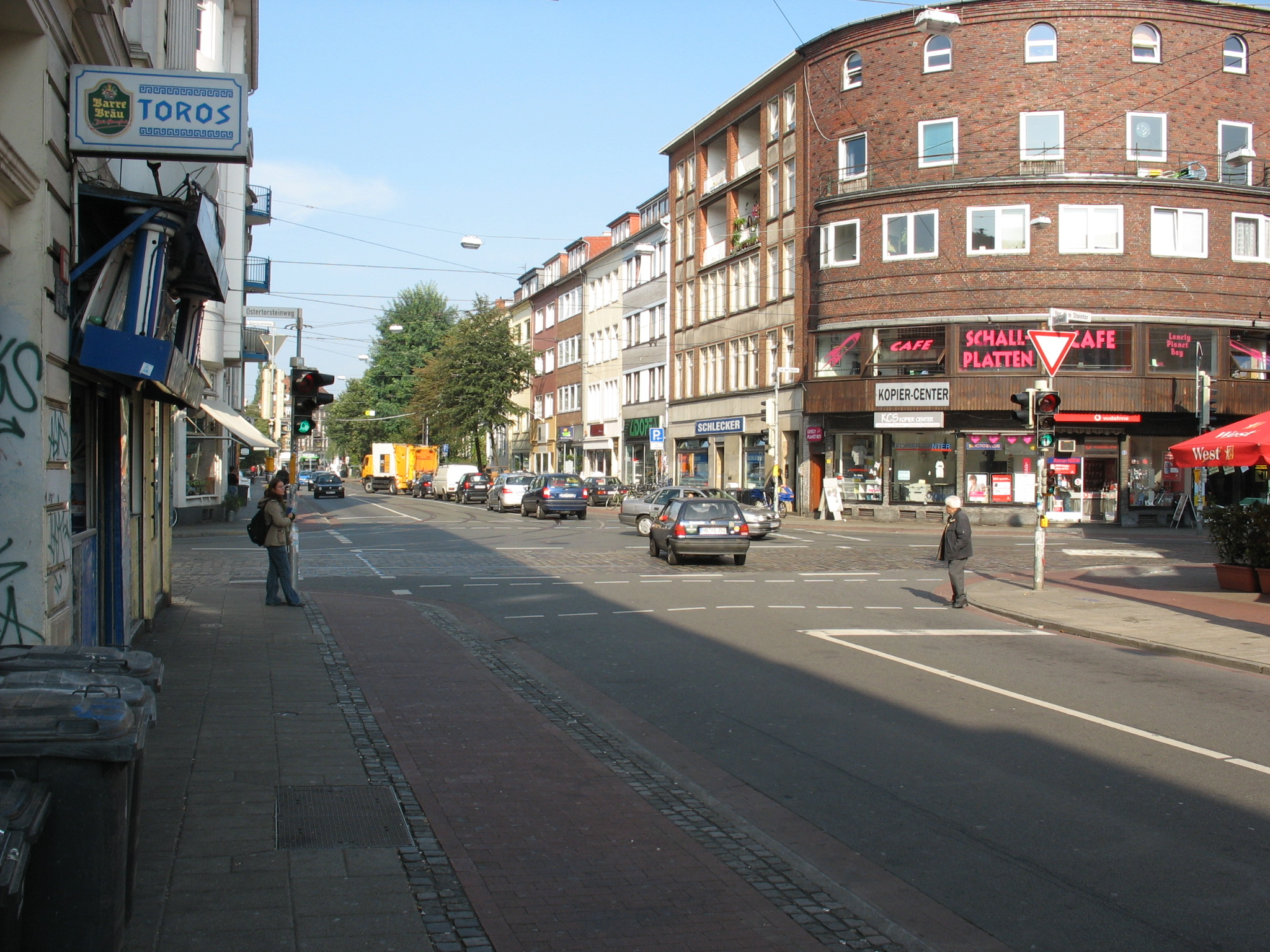
Die Sielwallkreuzung (vom Sielwall her gesehen)

Die Grenze zwischen den beiden Ortsteilen ist der Straßenzug Sielwall – Am Dobben. Die Straßennamen beziehen sich auf den im 19. Jahrhundert zugeschütteten Graben namens Dobben, der an einem Siel (verschließbarer Deichdurchlass) beim Südende des Sielwalls von der Weser abzweigte und bei der damaligen Schleifmühle (an der heutigen Kreuzung Rembertistraße – An der Weide – Parkallee) in den Kuhgraben einmündete, der vor Anlage der Parkallee schon am Südrand der Bürgerweide begann. Im Westen wird das Ostertorviertel von den Wallanlagen begrenzt, dem ehemaligen Befestigungsring rund um die Bremer Altstadt.
Der Straßenname Ostertorsteinweg bezieht sich auf das ehemalige Osttor der Stadt Bremen, an dem dieser Straßenzug begann. Vor dem Steintor verweist auf das nicht mehr vorhandene Steintor, bestehend aus dem Wachturm Steinturm und einer Zugbrücke über den Dobben an der jetzigen Sielwallkreuzung, wo die Straßen Am Dobben, Sielwall, Ostertorsteinweg und Vor dem Steintor zusammentreffen. Die Kreuzung ist die geografische und kulturelle Mitte des Viertels.
Der Straßenzug Ostertorsteinweg – Vor dem Steintor wird vor allem durch Bebauung aus dem 19. Jahrhundert geprägt und ist u. a. bekannt als Kneipen-, Restaurant- und Bummelmeile, an der sich viele Läden, Fachgeschäfte und Spezialitätenhandlungen befinden. Viele kleine Ladengeschäfte sowie Gastronomie gibt es auch in den Straßen Fehrfeld, Am Dobben und Auf den Häfen (mit der Kneipenmeile Auf den Höfen). Im Viertel befindet sich mit der Helenenstraße, einer Seitenstraße des Steintors, ein kleiner Rotlichtbezirk.

## Geschichte
Die heutige Bebauung des Viertels entstand im Wesentlichen anlässlich der Stadterweiterung ab Mitte des 19. Jahrhunderts. Charakteristisch für diese Bauperiode sind die vielen vor allem in den Nebenstraßen erhaltenen Altbremer Häuser.
Viele Baugrundstücke wurden von Handwerkern erworben, welche häufig ganze Straßenzüge bebauten. Als Hauptgeschäftsstraße mit großstädtischen Zügen bildete sich der das Gebiet durchquerende Straßenzug Ostertorsteinweg/Vor dem Steintor heraus.

### Mozarttrasse
Bis in die 1950er Jahre hinein war das von den Zerstörungen des Zweiten Weltkriegs nur wenig betroffene Ostertorviertel eine beliebte Bremer Wohngegend. Viele alte, teils prachtvolle Gebäudefassaden zeugen noch von früherem Wohlstand. Dann begann die Stadt, dort im Rahmen eines Gleichstellungsprogramms ärmere Bevölkerungsschichten anzusiedeln, worauf besser situierte Kreise wegzogen.
In den 1960er Jahren begannen in Bremen verkehrspolitische Planungen zum Bau eines „Tangentenvierecks“, dessen östlicher Teil eine etwa 120 Meter breite Schneise entlang der Mozartstraße mit Anschlüssen zum Rembertikreisel auf der einen und zu einer neuen Brücke in die Neustadt zum Kirchweg auf der anderen Seite werden sollte – die Mozarttrasse. Durch diese Planungen sollte die bremische Innenstadt weitgehend von Verkehr insbesondere von und zu den Bundesstraßen 6 und 75 freigehalten und dem erwarteten steigenden Verkehrsaufkommen Tribut gezollt werden. Entlang der Tangenten war eine Hochbebauung bis zu 28 Stockwerken vorgesehen.
Diese ersten Überlegungen wurden im November 1971 durch den Senat der Freien Hansestadt Bremen in einem Sanierungskonzept Ostertorviertel konkretisiert. Der Ortsverein Altstadt der SPD konnte die sofortige Umsetzung nur verhindern, weil er zeitgleich ein Alternativkonzept vorlegen konnte.
Der anschließende Kampf der Stadtteilbewohner gegen die Mozarttrasse dauerte mehrere Jahre. Für das Vorhaben stritt der sozialdemokratisch dominierte Senat der Freien Hansestadt Bremen mit Unterstützung der SPD-Fraktion und der Neuen Heimat als geplantem Bauträger; dagegen sprach sich vor allem der SPD-Ortsverein Altstadt aus. Zum Gebiet des SPD-Ortsvereins gehörten damals sowohl die Altstadt als auch das Ostertorviertel. Bereits 1969 hatte der SPD-Ortsverein Altstadt in einer großen Befragung die Bevölkerung zu dringenden Problemen des Ortsteils befragt. Die Ergebnisse waren für die Fragesteller eher überraschend. Von großer Bedeutung waren eher regionale Themen wie die durch den Senat geplante Flächensanierung des Ortsteils, welche von den Bewohnern des Ostertorviertels mit über 95 % abgelehnt wurde. Ein großer Rückhalt in der Bevölkerung gegen die Mozarttrasse war gesichert.
Als Ergebnis aus jener Befragung änderte der SPD-Ortsverein Altstadt seine politische Arbeit. Er konzentrierte sich stärker auf Fragen der Kommunalpolitik und gründete den parteiunabhängigen Arbeitskreis Ostertorsanierung im Ortsverein Altstadt der Bremer SPD. Über diesen Arbeitskreis und damit verbunden über die Einbindung völlig unterschiedlicher Bürger aus dem Ortsteil, regelmäßige Publikationen des Ortsvereins Altstadt und eine sachorientierte Zusammenarbeit aller Parteien im Beirat Mitte wurde der Protest organisiert. Zudem entstand in dieser Zeit die Bremer Grüne Liste, welche als erste Untergliederung der Grünen 1979 in ein Landesparlament einzog.
Nach Jahren der Diskussion kam es am 4. November 1973 zu einer SPD-Fraktionssondersitzung zum Thema Mozarttrasse, bei der eine knappe Mehrheit von 26 zu 24 Stimmen für das Projekt war. Nach weiteren Diskussionen innerhalb der SPD-Führung wurde der Beschluss am nächsten Tag zurückgenommen. Die mit einer eigenen Mehrheit in der Bremischen Bürgerschaft ausgestattete SPD-Fraktion stimmte einstimmig bei elf Enthaltungen gegen die Mozarttrasse und rettete damit eines der heute ältesten und beliebtesten Wohnquartiere Bremens. Bis heute sind die gescheiterten verkehrspolitischen Absichten der Mozarttrasse durch keinerlei Ersatzplanung kompensiert.
Seitens der Bremer SPD-Führung wurde nach dem Ende der „Mozarttrasse“, um in Zukunft einen massiven Widerstand der Basis und besonders des Ortsvereins Altstadt zu unterbinden, der bis dahin einheitliche SPD-Unterbezirk Bremen-Stadt in zwei Unterbezirke (West und Ost) aufgeteilt. Durch die Trennung des Unterbezirks kam es auch zu einer Aufteilung des SPD-Ortsvereins Altstadt, der aus den Bereichen Altstadt und Ostertor bestand. Im Bereich des Ostertors wohnten die meisten Aktiven des SPD-Ortsvereins. Später wurden die organisatorischen Änderungen wieder rückgängig gemacht. Seit Ende der 1990er Jahre gab es wieder den einheitlichen Unterbezirk Bremen-Stadt und der Ortsverein heißt heute (2018) Altstadt-Mitte. Er umfasst die Stadtteile Altstadt, Bahnhofsvorstadt und Ostertor.
Am 16. Januar 2009 wurde in der Oberen Rathaushalle vom Bremer Zentrum für Baukultur die „Bremer Auszeichnung für Baukultur“ an den Arbeitskreis Ostertorsanierung verliehen, der im Einzelnen aus folgenden Personen bestand: Dieter Decker, Olaf Dinné, Hanna Ehmke, Hans-Jürgen Kahrs, Ursel und Thomas Kerstein, Wolfgang Linder, Uwe Martin, Karsten Schwerdtfeger, Gert W. Settje, Hans Martin Sixt, Ulrike Schellpeper und Herbert Wulfekuhl.
In der Begründung zur Preisvergabe hieß es: „Die Ehrung gilt einer Gruppe von Bremer Bürgerinnen und Bürgern, die sich vor 35 Jahren gegen den Bau der Mozarttrasse zur Wehr setzte und damit das Ostertor vor der drohenden Stadtzerstörung rettete. Sie hat damit den Boden für eine neue Planungskultur in Bremen bereitet.“

### Neuere Entwicklungen
In den 1970er Jahren wurde das Ostertorviertel zum Sanierungsgebiet und die Bremische Gesellschaft für Stadterneuerung, Stadtentwicklung und Wohnungsbau (kurz: Bremische) wurde Sanierungsträger. Durch die im Rahmen der Städtebauförderung verbundene öffentliche Mitfinanzierung von Sanierungsarbeiten konnten viele Hauseigentümer zu umfangreichen Sanierungsmaßnahmen an der durch jahrelange Vernachlässigung heruntergekommenen Bausubstanz motiviert werden. Auch die Straßen und Plätze wurden dabei saniert. Der Bereich Ostertor und Steintor wurde dadurch vor allem in studentischen und alternativen Kreisen als Wohngebiet sehr attraktiv. Die Wohnbauten im Milchquartier (Mozartstraße/Bleicherstraße/Beim Paulskloster) entstanden von 1977 bis 1980 nach Plänen der Architekten Mensinga und Rogalla (Hamburg) im Rahmen der Sanierung des Gebietes.
Die Sielwallkreuzung bildete sich in den 1980er Jahren als Kumulationspunkt der bremischen Drogenszene zu einem der Brennpunkte des Viertels heraus. Bundesweite Aufmerksamkeit erregte sie durch Silvesterkrawalle Ende der 1980er, Anfang der 1990er Jahre.
Seit mehreren Jahren gibt es im Viertel eine starke Tendenz zur sozialen Aufwertung durch Ansiedlung von Designer-Boutiquen, Trendlokalen und weiterer entsprechender Infrastruktur bei gleichzeitiger Verdrängung alternativer Ansätze. Die Mehrheit der Viertel-Bewohner akzeptiert das bunte Nebeneinander von Designer-Boutiquen, Second-Hand-Läden, Döner-Buden, Öko-Wochenmarkt, fast offenem Drogenhandel, Rat- und Tat-Zentrum, Rotlichtviertel usw., da die Gentrifizierung deutlich verlangsamter als bspw. in Hamburg-St. Georg oder Berlin-Prenzlauer Berg voranschreitet.

## Kultur

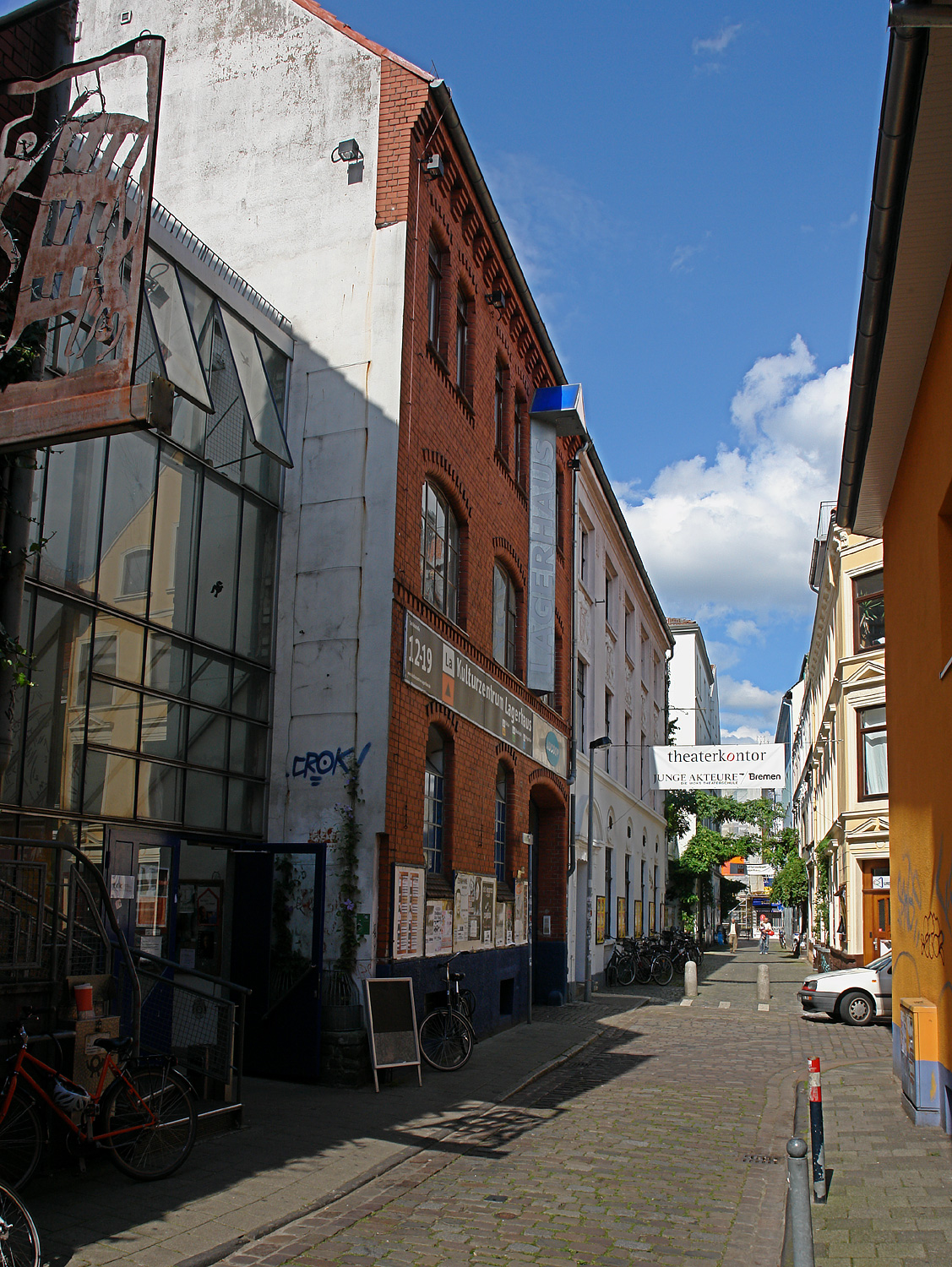
Kulturzentrum Lagerhaus

In kultureller Hinsicht spielen die im und am Rande des Viertels gelegenen Institutionen Kunsthalle Bremen, das Wilhelm-Wagenfeld-Haus mit dem Designzentrum Bremen, das Gerhard-Marcks-Haus sowie das Theater am Goetheplatz, Goetheplatz Nr. 1–3, eine Rolle. Ebenso ist hier die Galerienszene beheimatet: Hier befinden sich die Galerien Barbara Oberem, Ohse und die Galerie K'. Das Kulturzentrum Lagerhaus bietet Platz für viele junge Initiativen. Nahe der Sielwallkreuzung befinden sich das Jazzlokal Lila Eule und das Cinema im Ostertor sowie als weiteres Programmkino nur fünfhundert Meter weiter die Schauburg Bremen.
Ende August fand bis vor einigen Jahren auf den beiden Hauptstraßen durchs Viertel das Viertelfest statt, bei dem man sich bemühte, das Spezifische des Viertels erkennen zu lassen.

Am Osterdeich an der Weser befindet sich ein breiter Wiesenstreifen auf dem seit 1990 – mit Ausnahme von 2007 und 2020 – die Breminale stattfindet, ein inzwischen überregionales Kulturfestival.
Alljährlich zieht auch der Bremer Samba Karneval vom Marktplatz in der Innenstadt entlang des Ostertorsteinwegs ins Viertel. Mit über 1800 Schaustellern in 111 Gruppen (2015) und rund 30000 Besuchern.

## Denkmalgeschützte Gebäude
Ostertor
- Ensemble Adlerstraße
- Ensemble Beim Steinernen Kreuz
- Bleicherstraße: Ensemble Bleicherstraße, Wohnhausgruppe Bleicherstraße
- Wohnhausgruppe Fedelhören
- Ensemble Hoppenbank
- Ensemble In der Runken
- Wohnhausgruppe Körnerwall
- Ensemble Kohlhökerstraße
- Ensemble Kreftingstraße
- Ensemble Kreuzstraße
- Ensemble Oberweserstraße
- Osterdeich Nr. 4 Villa Büsing, Nr. 17 Haus Hirschfeld, Nr. 27 Villa Frerichs
- Ostertorsteinweg: Nr. 1/2 Geschäftshaus Beye und Fahl, Nr. 6 Kolonialwarenladen Wilhelm Holtorf,  Nr. 68 Wohnhaus, Wohnhäuser Ostertorsteinweg 86 bis 90, Wohnhäuser Ostertorsteinweg 73/75, 100–107 Wohnhausgruppe
- Wohnhausgruppe Reederstraße
- Rembertiring: Nr. 40 St. Remberti, Pastorenhaus, Nr. 46 St. Remberti, Schwestern- und Gemeindehaus
- Rembertistraße: Wohnhaus Rembertistraße 1A, Nr. 4/5 Haus am Bischofstor
- St.-Remberti-Stift
- Wohnhausgruppe Rutenstraße
- Wohnhausgruppe St.-Pauli-Straße
- Wohnhausgruppe Weberstraße
- Ensemble Wiener Hof

Steintor
- Wohnhausgruppe Fehrfeld
- Humboldtstraße:
  - Nr. 7: Haus Dr. Perlia
  - Nr. 16: Wohnhaus Humboldtstraße 16
- Osterdeich: Nr. 59B Haus Heinemann (Villa Sponte), Nr. 64 Villa Wolde
- Schule an der Schmidtstraße
- Wohnhaus Sielwall 68